# Gilles Apap

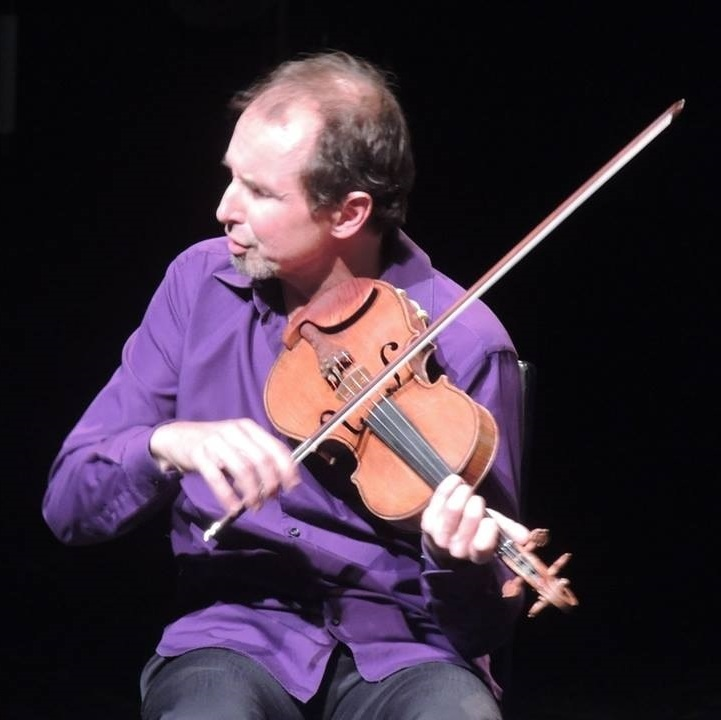

Gilles Apap es un violinista dedicado a la música gypsy, swing, música irlandesa y bluegrass, así como también obras maestras de la música clásica.
Nació en Bugía, Argelia el 21 de mayo de 1963 y creció en Niza, Francia. En 1985 ganó el primer premio en la categoría de música contemporánea en el concurso internacional de violín Yehudi Menuhin. Lanzó un CD con Sony Classic en 1996 llamado Gilles Apap & the Transylvanian Mountain Boys. Participó como concertino en la Sinfónica de Santa Bárbara en California. Ha tocado con el violinista irlandés Kevin Burke. 
Con su propia compañía, Apapaziz, lanzó Enescu, Debussy y Ravel: violin sonatas y con Appassionato No Piano On That One el 2001.